# Солянка (Светлоярский район)
Соля́нка — село в Светлоярском районе Волгоградской области России, в составе Червлёновского сельского поселения.
Основано как посёлок при усадьбе калмыцкого князя Тундутова
Население — 238 (2010)

## История
Село основано как поселение при имении (летней резиденции) калмыцкого князя Тундутова, приобретённого им в середине XIX века. В 1920 году, когда начали формироваться границы автономной области калмыцкого трудового народа бывшее имение Тундутовых осталось за её пределами и было передано Царицынской губернии.
По состоянию на 1936 год населённый пункт значился как хутор Солянка в составе Больше-Чапурниковского сельсовета Красноармейского района Сталинградской области. В 1973 году хутор Солянка включён в состав Червлёновского сельсовета.

## Физико-географическая характеристика
Село расположено в степи на крайнем севере Ергенинской возвышенности, относящейся к Восточно-Европейской равнине, к югу от Волго-Донского судоходного канала, на высоте 52 метра над уровнем моря. Рельеф местности холмисто-равнинный. Местность имеет общий уклон к северо-востоку по направлению к Волго-Донскому судоходному каналу. К востоку от села расположены садоводческие товарищества. Почвенный покров комплексный: распространены каштановые и светло-каштановые солонцеватые и солончаковые почвы и солонцы (автоморфные).
Географическое положение
По автомобильным дорогам расстояние до областного центра города Волгограда (до центра города) составляет 56 км, до районного центра посёлка Светлый Яр — 33 км.
Климат
Как и для всего Светлоярского района, для Солянки характерен континентальный, засушливый климат, с жарким летом и относительно холодной и малоснежной зимой (согласно классификации климатов Кёппена — Dfa).
Часовой пояс
Солянка, как и вся Волгоградская область, находится в часовой зоне МСК (московское время). Смещение применяемого времени относительно UTC составляет +3:00.

## Население
| 1987 | 2002 | 2010 |
| ---- | ---- | ---- |
| ≈290 | 276  | 238  |

## Достопримечательности
- Ступа Просветления — первая буддийская ступа в Волгоградской области (открыта 7 мая 2010 года) на месте ступы, разрушенной в революционный период. Ступа Просветления в Солянке

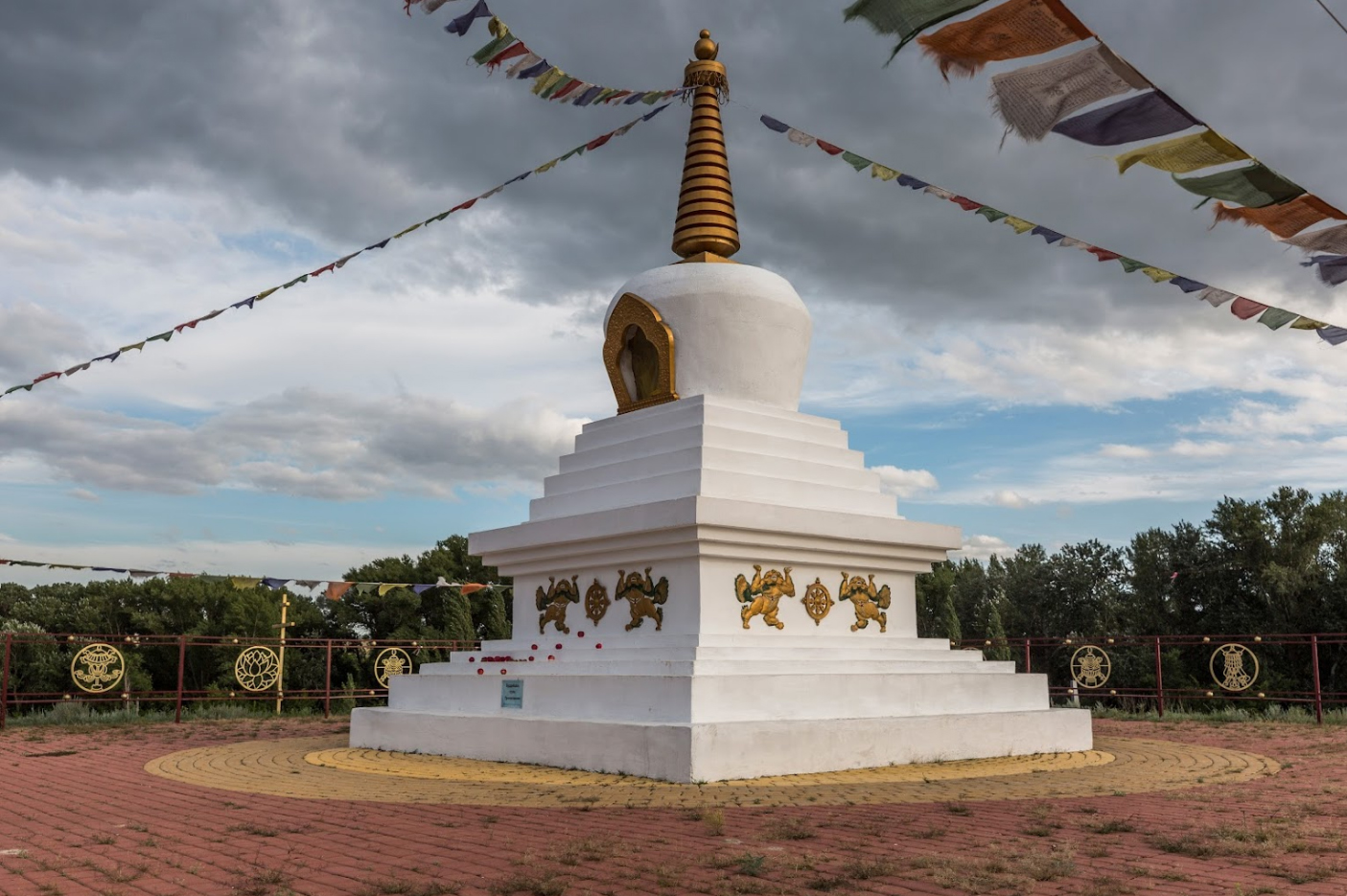
Ступа Просветления в Солянке

## Инфраструктура
Развитое сельское хозяйство. Личное подсобное хозяйство.

## Транспорт
Ближайшая железнодорожная станция железнодорожной ветки Волгоград—Тихорецкая Волгоградского региона Приволжской железной дороги расположена в 4,7 км к западу от села в посёлке Канальная.